# Noord-Bakkum
Noord-Bakkum is een buurtschap in de gemeente Castricum, in de Nederlandse provincie Noord-Holland.
Noord-Bakkum ligt ten noorden van Bakkum-Noord, soms wordt het dan ook verward met deze plaats maar formeel valt Noord-Bakkum wel grotendeels onder Bakkum-Noord. De plaats ligt in het gebied, tussen Bakkum-Noord en Egmond-Binnen waar van oudsher al een plaats was gelegen. Dit plaatsje was genaamd Arem en lag in het Aremerzwet. Het plaatsje verdween uiteindelijk. Door de ligging van Noord-Bakkum denken sommige geschiedkundigen dat deze ongeveer op dezelfde plek is gelegen.
Noord-Bakkum ligt van oorsprong aan de Duinweg, Hoogeweg en Madeweg ter hoogte van de Heerenweg. In de loop van de 20e eeuw worden ook de uitlopers van het dorp Limmen, de Zanddijk (deels) en de Limmerweg tot Noord-Bakkum gerekend. Dit deel valt dan ook deels onder Limmen. Het geheel wordt in het noorden verbonden via het Groenelaantje. Het noordelijkste deel van de Hoogeweg en de Limmerweg worden meestal niet bij Noord-Bakkum gerekend maar bij het dorp Egmond-Binnen zelf.
Dorpen: Akersloot · Bakkum · Bakkum-Noord · Castricum · Castricum aan Zee · Dusseldorp · Limmen · De Woude

Buurtschappen: Boekel · Duin en Bosch · Heemstee · Klein Dorregeest (deels) · Kogerpolder (deels) · Molendijk · Noord-End · Noord-Bakkum · Oosterbuurt · Oosterzij (deels) · Schulpstet · Starting · Stierop
Noord-Holland: Steden en dorpen      Nederland: Provincies · Gemeenten